# Барон Дикинсон

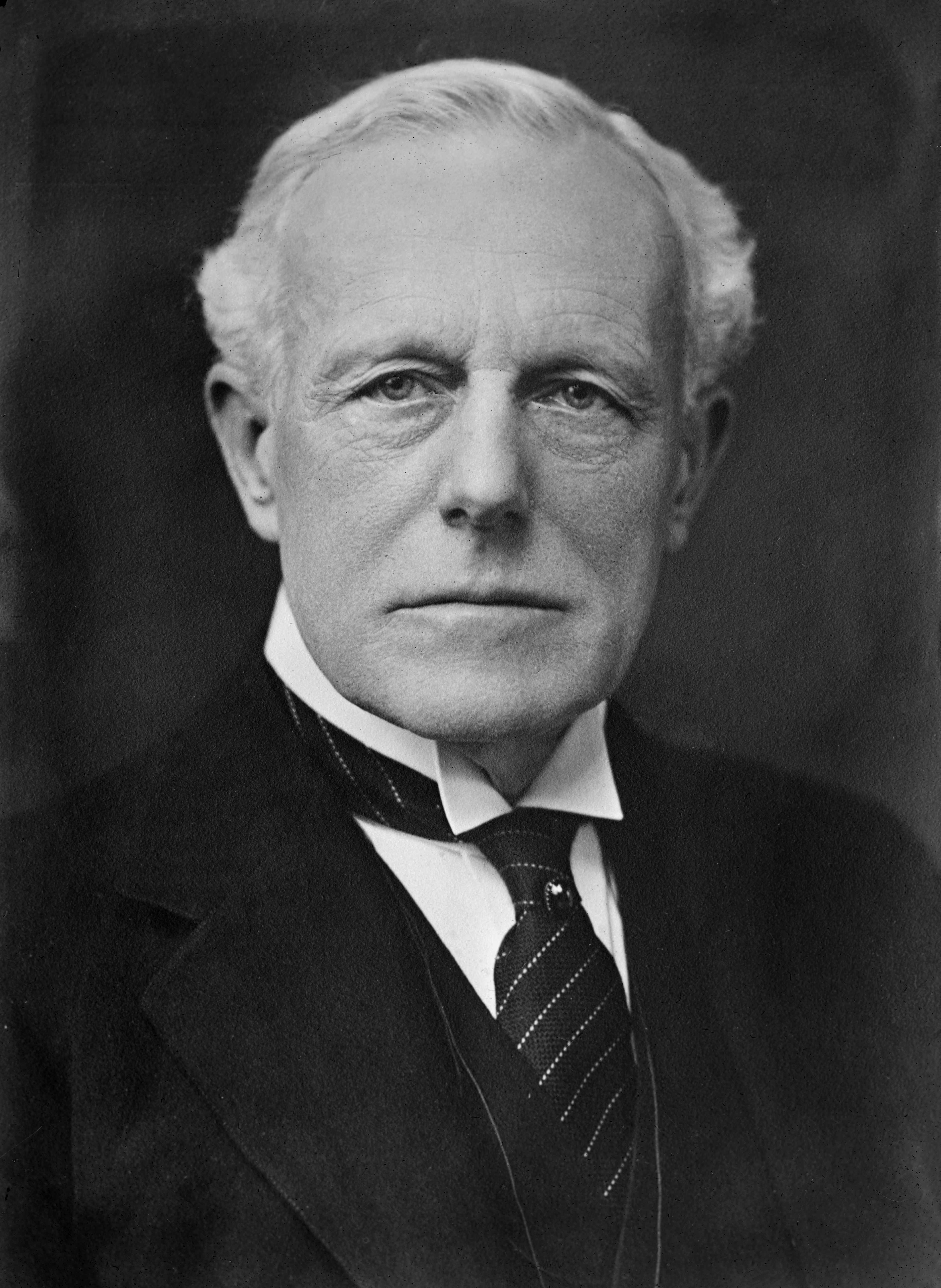
Уиллоуби Хайет Дикинсон, 1-й барон Дикинсон (1859—1943)

Барон Дикинсон из Пайнсвика в графстве Глостершир — наследственный титул в системе Пэрства Соединённого королевства. Он был создан 18 января 1930 года для либерального политика Уиллоуби Дикинсона (1859—1943). Он был председателем Совета Лондонского графства (1900—1901) и заседал в Палате общин Великобритании от Северного Сент-Панкраса (1906—1918). Он был сыном Себастьяна Дикинсона (1815—1878), депутата Палаты общин от Страуда (1868—1874).
По состоянию на 2024 год носителем титула является Мартин Хайет Дикинсон, 3-й барон Дикинсон (род. 1961), который сменил своего отца в 2019 году. 
Фрэнсис Дэвидсон, виконтесса Дэвидсон (1894—1985), вторая дочь первого барона Дикинсона, консервативный политик, депутат Палаты общин от Хемел-Хемпстеда (1937—1959). В 1964 году она получила звание пожизненного пэра как баронесса Нортчёрч.
2-й барон Дикинсон проживал в Пайнсвике и являлся директором Painswick Garden Estate и попечителем Painswick Rococo Garden Trust.

## Бароны Дикинсон (1930)
- 1930—1943: Уиллоуби Хайет Дикинсон, 1-й барон Дикинсон (9 апреля 1859 — 31 мая 1943), единственный сын Себастьяна Стюарта Дикинсона (1815—1878), внук генерал-майора Томаса Дикинсона (1784—1861)[1];
  - Достопочтенный Ричард Себастьян Уиллоуби Дикинсон (15 января 1897 — 27 июля 1935), единственный сын предыдущего[2];
- 1943—2019: Ричард Клаверинг Хайет Дикинсон, 2-й барон Дикинсон (2 марта 1926 — 28 ноября 2019), старший сын предыдущего[3];
- 2019 — настоящее время: Мартин Хайет Дикинсон, 3-й барон Дикинсон (род. 29 января 1961), старший сын предыдущего[4].
  - Наследник титула: Достопочтенный Эндрю Дикинсон (род. 1963), младший брат предыдущего